# Піроманія
Піроманія (від грец. πυρ — вогонь і дав.-гр. μανία — манія) — розлад імпульсивної поведінки, що виражається у нестримному хворобливому потязі до підпалів, а також у сильному захопленні спогляданням вогню та горіння.
Визначення піроманії як патологічного прагнення до розведення вогню з'явилося ще в 1824 році. Однак і сьогодні цей синдром до кінця не вивчений. Випадки піроманії є об'єктом дослідження як психіатрії, так й юриспруденції.
Пацієнти, спостерігаючи за пожежею, виявляють цікавість, відчувають радість, задоволення або полегшення. Пожежа ніколи не здійснюється ними заради матеріальної вигоди, для приховування злочинів, чи як вираз суспільно-політичного протесту.